# ویمر (اورگن)
ویمر (به انگلیسی: Wimer) یک منطقهٔ مسکونی در ایالات متحده آمریکا است که در شهرستان جکسون، اورگن واقع شده‌است. ویمر ۳۴۲٫۹ متر بالاتر از سطح دریا واقع شده‌است.